# Specyfikacja techniczna
Specyfikacja techniczna (ang. technical specification) – dokument ustalający wymagania techniczne, które powinien spełniać wyrób, proces lub usługa.
Zaleca się, aby w specyfikacji technicznej wskazywano, jeżeli jest to potrzebne, procedurę lub procedury, za pomocą których można określić, czy dane wymagania są spełnione. Specyfikacja techniczna może być oparta na normach.